# Laura Elizondo
Pour les articles homonymes, voir Elizondo.
Laura Elizondo Erhard (née le  28 août 1983 à Tampico, Tamaulipas) est une mannequin mexicaine, lauréate du concours de beauté Nuestra Belleza Mexico (Miss Mexique) le 10 septembre 2004 à San Luis Potosí, et troisième dauphine de Miss Univers le 31 mai 2005 à Bangkok.